# 枫溪街道
枫溪街道，中华人民共和国湖南省株洲市芦淞区下属的一个街道。

## 建制沿革
- 2005年，芦淞区区划调整，设置枫溪街道。

## 行政区划
枫溪街道下辖2个社区、5个村委会：
枫溪港社区、七斗新村社区、曲尺村、湘江村、燎原村、坚固村和栗塘村。

## 交通
- 京广铁路：七斗冲站